# Estación Cañete (Chile)
Cañete fue una estación ferroviaria ubicada en la comuna hómina chilena ubicada en la Región del Biobío, y que fue parte del ramal Los Sauces-Lebu. La vía se halla levantada y aun quedan edificios e infraestructura de la estación.

## Historia
Con el inicio de la planificación y estudios de un ferrocarril que uniera al puerto de Lebu con la red central, varios estudios se realizaron entre 1894 a 1905, pero para 1915 la empresa "The Chilian Eastern Central Railway Company" estaba con problemas financieros y con el tramo entre estación Los Sauces y Guadaba listos; y tuvo que venderle su parte a la Compañía Carbonífera de Lebu, quien siguió los trabajos en 1923. El ferrocarril llegó a esta estación en mayo de 1923, con la culminación de la construcción de la sección del ferrocarril entre estación Tres Pinos hasta la estación Peleco. Debido a la tarea de atravesar la cordillera de Nahuelbuta, el ferrocarril entero entró en operaciones en 1939.
Aun cuando el ferrocarril dejó de operar a mediados de 1980 y gran parte de su infraestructura había sido sustraída,[cita requerida] el 20 de octubre de 1998 la Empresa de los Ferrocarriles del Estado da de baja el ramal entre Purén y Lebu; y en 2005 se entrega el permiso estatal para la remoción de todo bien mueble e inmueble del ramal. La vía se halla levantada, pero aun quedan restos en buen estado de la estación. La municipalidad de Cañete tiene al sector que alojó los patios de la estación como "Zona de conservación histórica".

## Infraestructura
Para llegar hasta la ciudad, el ferrocarril que venía desde estación Los Sauces debía atravesar un puente sobre el río Leiva. Luego llegaba a la estación que se hallaba asentada a las afueras de la localidad de Cañete; la estación poseía un desvío local. Desde la estación hacia el norte existía un subramal de aproximadamente 300 metros (en lo que es ahora la calle Manuel Rodríguez) que se originaba justo a la entrada del segundo puente ferroviario. El segundo puente ferroviario cruza el río Tucapel. La estación aun cuenta con el edificio principal, una bodega, una señal de cambio y una torre de agua.